# Роман Михайло Петрович
Михайло Петрович Роман (нар. 1 листопада 1930 р.) — український літературний критик, літературознавець, перекладач, професор. Викладач української мови та літератури, історії в Пряшівському та Банськобистрицькому університетах. Завідувач відділення україністики на кафедрі слов'янських мов університету Матея Бела в Банській Бистриці.

## З біографії
Народ. 1 листопада 1930 р. в с. Кобильниці Бардіївського округу, зараз Свидницького округу (Словаччина). Навчався в учительській академії в Пряшеві, після закінчення якої в 1950 р. вчителював у школах різного типу на Пряшівщині. У 1951 р. залишив учительську роботу і перейшов на посаду інспектора українських шкіл в управлінні в Братиславі. Вступив до Педагогічного ф-ту в Пряшеві, звідки був направлений на навчання в СРСР. У 1958 р. закінчив філологічний факультет Київського університету ім.
Т. Г. Шевченка. Ще навчаючись там, опублікував свої перші наукові спроби: рецензії та статті про українську літературу і словацько-радянські літературні зв'язки. Після університету почав працювати на Філософському факультеті у-ту Шафарика в Пряшеві, якому віддав 31 рік, пройшовши шлях від асистента, старшого викладача, доцента до професора теорії і історії української літератури. У 1964 р. проф. М. Роман захистив у Київському держ. у-ті кандидатську дисертацію. В науково-дослідній роботі він передусім орієнтувався на три кола проблем: укр. література Східної Словаччини, укр. л-ра 20 століття і словацько-радянські літературні зв'язки у міжвоєнний період. Підсумки цього широкого кола досліджень вміщені у 18 опублікованих книгах. Це монографічні праці, підручники для шкіл, посібники для вищих навчальних закладів, понад 150 наукових студій, 250 науково-популярних статей у місцевих і закордонних виданнях. Проф. М. Роман регулярно представляв свою місцеву українську і російську художню л-ру у словацьких часописах, чеських газетах і збірках, радянських, польських, угорських журналах і збірках, чим популяризував серед читачів нові українські твори. Живе і працює в Пряшеві.

## Творчість
Особливо плідними були 1970-80ті роки. Автор монографій «Шляхи літератури українців Східної Словаччини після 1945 року» (1979), «Федір Лазорик. Життя і творчість» (1974), «Життя і творчість Федора Іванчова» (1976), «Література і час» (1986), «Словацькоукраїнські літературні зв'язки в 30-х роках», «З історії словацько-українських літературно-культурних зв'язків», «Літературні портрети українських письменників Чехословаччини» та інших досліджень, статей, перекладів зі словацької
мови. Невтомно займається перекладом -> більш ніж 12 книг перекладів різноманітного характеру, сотні поточних статей і студій. Багаторічна педагогічна праця -> звання «Зразковий учитель», «Заслужнений працівник освіти». В Банській Бистриці видав такі навчальні тексти: «Українська література 10-18 ст.» (1998), «Історія української літератури 19 ст.» (1999), «Історія і культура України» (1999). Бібліографія М. Романа нараховує 850 позицій.

## Нагороди, відзнаки
Лауреат премії Словацької спілки письменників та імені Івана Франка.